# 마다가스카르노랑박쥐
마다가스카르노랑박쥐(Scotophilus borbonicus)는 애기박쥐과에 속하는 박쥐의 일종이다. 작은노랑박쥐 또는 레위니옹집박쥐로도 불린다. 마다가스카르섬과 레위니옹에서만 발견된다. 레위니옹에서 19세기 초에는 흔한 종으로 간주되었지만, 19세기 말에 마지막으로 관찰되었다. 1868년 마다가스카르섬에서 수집한 것으로 알려진 유일한 표본을 통해 기재되었다. 서식지 감소때문에 1996년 멸종위급종으로 지정되었고, 멸종된 것으로 추정하고 있다.